# George Sand
Amantine Aurore Lucile Dupin, thường được biết đến với bút danh George Sand (1 tháng 7 tháng 1804 –⁠ 8 tháng 6 năm 1876), là một nữ tiểu thuyết gia người Pháp.
Trong hơn bảy mươi năm cuộc đời mình, nữ văn sĩ thiên tài đã sống một cuộc sống mãnh liệt, hết sức phóng túng nhưng cũng đầy sáng tạo. Bà là một ngoại lệ của văn học Pháp thế kỉ 19, một cá tính hấp dẫn khiến ngưới ta khó lòng cưỡng nổi. Bà cũng là một trong những nhà văn nổi tiếng nhất ở châu Âu trong cuộc đời của bà, nổi tiếng hơn cả Victor Hugo và Honoré de Balzac ở Anh trong những năm 1830 và 1840.

## Cuộc đời
Cha của George Sand, Maurice Dupin là một người thuộc dòng dõi quý tộc, còn mẹ của bà, Sophie-Victoire Delaborde xuất thân từ tầng lớp bình dân. Cha mất sớm, George Sand sống với bà, rồi sau đó vào tu viện.
Năm 1821, ở tuổi 17, bà kết hôn với Nam tước Casimir Dudevant và có hai con là Maurice (1823–1889) và Solange (1828–1899). Năm 1835, cuộc hôn nhân này tan vỡ và George Sand có nhiều mối tình khác với không ít các nhân vật nổi tiếng, trong đó có nhà thơ lớn của Pháp Alfred de Musset, và nhạc sĩ thiên tài của Ba Lan Frédéric Chopin. Bà cũng là bạn thân của nhà văn Gustave Flaubert, người từng nhận xét: "Phải quen nàng như ta đã từng quen mới biết được hết thảy những gì là nữ tính trong trái tim con người vĩ đại này."
George Sand mất tại Nohant ngày 8 tháng 6 năm 1876. Tưởng nhớ đến bà, Victor Hugo viết: "Ta khóc thương một người phụ nữ mất đi, ta suy tôn một nữ thánh bất tử".

## Sự nghiệp
Với bút danh George Sand, bà đã để lại một khối lượng đồ sộ các tác phẩm gồm 25 tiểu thuyết, 7 cuốn tiểu luận và một số vở kịch. Có thể chia cuộc đời sáng tác của bà ra làm ba giai đoạn. Đầu tiên là giai đoạn lãng mạn với các tiểu thuyết như: Indiana, Lélia, Mauprat... Tiếp theo là giai đoạn mang khuynh hướng xã hội: Consuelo, Horace... Và cuối cùng là khuynh hướng đồng quê với các tác phẩm tiêu biểu như: Ao ma, Cô bé Fadette. Văn chương của bà, dù ở giai đoạn nào, đều hết sức giản dị, trong sáng, giàu chất trữ tình. Đồng thời, các vấn đề trong đó thì luôn mới mẻ bởi nhiều khía cạnh mà bà đề cập đến được coi là đã đi trước thời đại rất xa.

### Các tác phẩm

#### Tiểu thuyết
- Rose et Blanche (1831, with Jules Sandeau)
- Indiana (1832)
- Valentine (1832)
- Lélia (1833)
- Andréa (1833)
- Mattéa (1833)
- Jacques (1833)
- Kouroglou / Épopée Persane (1833)
- Leone Leoni (1833)
- Simon (1835)
- Mauprat (1837)
- Les Maîtres mosaïtes (1837)
- L'Oreo (1838)
- L'Uscoque (1838)
- Spiridion (1839)
- Un hiver à Majorque (1839)
- Pauline (1839)
- Horace (1840)
- Consuelo (1842)
- La Comtesse de Rudolstadt (1843, a sequel to Consuelo)
- Jeanne (1844)
- Teverino (1845)
- Le Péché de M. Antoine (1845)
- Le Meunier d'Angibault (1845)
- La Mare au diable (Cái đầm ma) (1846)
- Lucrezia Floriani (1846)
- François le Champi (Francois cậu bé bị bỏ hoang ngoài đồng) (1847)
- La Petite Fadette (1849) - Cô bé Fadette
- Les Maîtres sonneurs (Các ông thầy dạy kèn) (1853)
- La Daniella (1857)
- Elle et Lui (1859)
- Jean de la Roche (1859)
- L'Homme de neige (1859)
- La Ville noire (1860)
- Marquis de Villemer (1860)
- Mademoiselle La Quintinie (1863)
- Laura, Voyage dans le cristal (1864)
- Le Dernier Amour (1866, dedicated to Flaubert)
- La Marquise (1834)

#### Kịch
- Gabriel (1839)
- François le Champi (1849)
- Claudie (1851)
- Le Mariage de Victorine (1851)
- Le Pressoir (1853, Play)
- French adaptation of As You Like It (1856)]
- Le Pavé (1862, "The Paving Stone")
- Le Marquis de Villemer (1864)
- Le Lis du Japon (1866, "The Japanese Lily")
- L'Autre (1870, with Sarah Bernhardt)
- Un Bienfait n'est jamais perdu (1872, "A Good Deed Is Never Wasted")

Nhiều tác phẩm chuyển thể thành phim bao gồm:
- A Song to Remember (1945), đạo diễn bởi Charles Vidor, với sự tham gia Merle Oberon vai George Sand và Cornel Wilde vai Chopin.
- Song Without End (1960), được đạo diễn bởi Vidor (người đã mất trong quá trình quay và sau đó được George Cukor đẩm nhận), trong đó Dirk Bogarde thủ vai Franz Liszt; Patricia Morison trong vai trò khách mời thủ vai George Sand
- Notorious Woman (1974), một loạt phim ngắn 7 phần của  BBC có sự tham gia Rosemary Harris thủ vai George Sand và George Chakiris thủ vai Chopin.
- Impromptu (1991), có sự tham gia của Judy Davis thủ vai George Sand và Hugh Grant thủ vai Chopin.
- Les Enfants du siècle (1999), có sự tham gia của Juliette Binoche thủ vai George Sand và Benoît Magimel thủ vai Alfred de Musset
- Chopin (2002), đạo diễn bởi  Jerzy Antczak với sự tham gia của Danuta Stenka thủ vai George Sand và Piotr Adamczyk thủ vai Chopin.
- Le film Sand (2004) của Jerzy Antczak với Danuta Stenka.
- Sand... George en mal d'Aurore est un téléfilm diffusé en 2003 réalisé par Françoise-Renée Jamet et Laurent Marocco avec Joséphine Serre, Christophe Vericel, Roger Rigaudeau, Chloé Thoreau et en voix off Lambert Wilson
- George et Fanchette, comédie dramatique de Jean-Daniel Verhaeghe avec Ariane Ascaride (George Sand), Anaïs Demoustier (Fanchette), Fabrice Pruvost (Frédéric Chopin), Nicolas Vaude (Eugène Delacroix), téléfilm en deux partie diffusé en mai 2010 sur France 3.
- George Sand, Histoire de sa vie, film documentaire, Claudine Cerf (scenario), Micheline Paintault (réalisation), coproduction France 5/SCEREN-CNDP, 2004.